# Tangara à galons rouges
Tachyphonus phoenicius
Espèce
Statut de conservation UICN

 LC  : Préoccupation mineure
Le Tangara à galons rouges (Tachyphonus phoenicius) est une espèce de passereau appartenant à la famille des Thraupidae.